# Połuszkino (przystanek kolejowy)
Połuszkino (ros. Полушкино) – przystanek kolejowy w miejscowości Połuszkino, w rejonie odincowskim, w obwodzie moskiewskim, w Rosji. Położony jest na linii Moskwa – Mińsk – Brześć.